# 杜彦冰
杜彦冰（?—?），一作杜彦永，隋末民变平原起义领袖。
隋炀帝大业九年（613年）癸酉年，征发天下兵，募民为骁果，集于涿郡，进行第二次东征高句丽。民众厌战，反隋民变更加扩大。正月壬午，杜彦冰、王润等攻破平原郡城（郡治安德县，今山东省德州市陵城区），夺取财物，迅速弃城离去，说明隋朝还有兵力夺回城池。